# Liste der Herrscher namens Christian
Christian hießen folgende Herrscher:

## Christian
- Christian (Serimunt), Graf (937–950)
- Christian (Waldeck), Graf (1588–1607)
- Christian (Braunschweig-Lüneburg), Herzog (1611–1633)
- Christian (Schleswig-Holstein-Ærø), Herzog (1622–1633)
- Christian von Braunschweig-Wolfenbüttel, Herzog (1626)
- Christian (Liegnitz-Brieg), Herzog (1639–1672)
- Christian (Sachsen-Eisenberg), Herzog (1680–1707)
- Christian (Sachsen-Weißenfels), Herzog (1712–1736)
- Christian (Brandenburg-Bayreuth), Markgraf von Brandenburg-Bayreuth (1603–1655)
- Christian (Ortenburg), Graf von Ortenburg (1666–1684)
- Christian (Hessen-Wanfried-Rheinfels), Landgraf (1731–1755)
- Christian (Nassau-Dillenburg), Fürst (1724–1739)
- Christian (Erbach-Schönberg) (1728–1799), Graf zu Erbach-Schönberg

### Christian I.
- Christian I. (Dänemark, Norwegen und Schweden), König (1448–1481)
  - Christian I. (Sachsen), Herzog und Kurfürst (1586–1591)
  - Christian I. (Pfalz-Bischweiler), Herzog (1600–1654)
  - Christian I. (Sachsen-Merseburg), Herzog (1656–1691)
    - Christian I. (Anhalt-Bernburg), Fürst (1606–1630)
      - Christian I. (Oldenburg), Graf (–1167)

### Christian II.
- Christian II. (Dänemark, Norwegen und Schweden), König (1513–1523)
  - Christian II. (Sachsen), Herzog und Kurfürst (1591–1611)
  - Christian II. (Pfalz-Bischweiler), Herzog (1654–1717)
  - Christian II. (Sachsen-Merseburg), Herzog (1691–1694)
    - Christian II. (Anhalt-Bernburg), Fürst (1630–1656)
      - Christian II. (Oldenburg), Graf (1209–1233)

### Christian III.
- Christian III. (Dänemark und Norwegen), König (1534–1559)
  - Christian III. (Pfalz-Zweibrücken), Herzog (1717–1735)
  - Christian III. (Oldenburg), Graf (–1285)

### Christian IV.
- Christian IV. (Dänemark und Norwegen), König (1588–1648)
  - Christian IV. (Pfalz-Zweibrücken), Herzog (1722–1775)
  - Christian IV. (Oldenburg), Graf (urkundlich bezeugt 1302–1323)

### Christian ...
- Christian V. (Dänemark und Norwegen), König (1670–1699)
  - Christian V. (Oldenburg), Graf (1368–1398)
- Christian VI. (Dänemark und Norwegen), König (1730–1746)
  - Christian VI. (Oldenburg), Graf (ca. 1378–1423)
- Christian VII. (Dänemark und Norwegen), König (1766–1808)
- Christian VIII., König (1839–1848)
- Christian IX., König (1863–1906)
  - Christian IX. (Oldenburg-Delmenhorst), Graf (1612–1647)
- Christian X., König (1912–1947)

## Christian ...
- Christian Adolf Friedrich Gottlieb zu Castell-Remlingen, Graf (1743–1762)
- Christian Albrecht (Schleswig-Holstein-Gottorf), Herzog (1659–1695), Fürstbischof von Lübeck (1655–1666)
- Christian Albrecht (Brandenburg-Ansbach), Markgraf (1686–1692)
- Christian August (Schleswig-Holstein-Sonderburg-Augustenburg) (1696–1754), Herzog von Augustenburg
- Christian August von Schleswig-Holstein-Sonderburg-Augustenburg (1768–1810), Herzog
- Christian August von Schleswig-Holstein-Sonderburg-Augustenburg (1798–1869), Herzog
- Christian August von Schleswig-Holstein-Gottorf, Fürstbischof von Lübeck (1705–1726)
- Christian August (Pfalz-Sulzbach), Herzog (1632–1708)
- Christian August (Solms-Laubach) (1714–1784), Reichsgraf zu Solms-Laubach
- Christian Eberhard (Ostfriesland), der Friedsame, Fürst (1690–1708)
- Christian Ernst (Brandenburg-Bayreuth), Markgraf (1655–1712)
- Christian Ernst (Sachsen-Coburg-Saalfeld), Herzog (1729–1745)
- Christian Friedrich zu Castell-Rüdenhausen, Graf (1803–1806)
- Christian Friedrich Carl zu Castell-Remlingen, Graf (1735–1773)
- Christian Günther (Schwarzburg-Sondershausen), Fürst (1758–1794)
- Christian Ludwig (Braunschweig-Lüneburg), Herzog (1641–1665)
- Christian Ludwig I. (Mecklenburg), Herzog (1658–1692)
- Christian Ludwig II. (Mecklenburg), Herzog (1747–1756)
- Christian Ulrich I. (Württemberg-Oels), Herzog (1696–1704)
- Christian Ulrich II. (Württemberg-Wilhelminenort), Herzog
- Christian Wilhelm (Schwarzburg-Sondershausen), Fürst (1666–1721)

## Kirchliche Herrscher
- Christian von Passau, Fürstbischof (991–1017)
- Christian I. von Buch, Erzbischof von Mainz (1160–1161, 1165–1183)
- Christian II. von Bolanden, Erzbischof von Mainz (1249–1251)
- Christian von Witzleben († 1394), von 1381 bis 1394 Bischof von Naumburg
- Christian Wilhelm von Brandenburg, Markgraf und Erzbischof von Magdeburg (1598–1631)